# Воронезький обласний художній музей імені І. М. Крамського
Воронезький обласний художній музей імені І. М. Крамського (рос. Воронежский областной художественный музей имени И. Н. Крамского) — художній музей в місті Воронеж (Росія).
Музей — один з найбільших культурних центрів Воронежа і всього Чорнозем'я. Музей розміщений в палаці, побудованому в 1777—1779 роках у стилі бароко за проектом губернського архітектора Н. Н. Ієвського для воронезького губернатора генерал-поручика І. А. Потапова. Будівля є пам'яткою архітектури федерального значення.
У музейному фонді більше 20 тисяч одиниць зберігання. У музеї представлено унікальну збірку творів Стародавнього Єгипту, античності, російського та західноєвропейського живопису XVIII—XX ст., ікон, графіки, декоративно-ужиткового мистецтва, скульптури, картин відомих земляків — І. М. Крамського, О. О. Бучкурі, Е. А. Кисельової, творів сучасних воронезьких художників. При Музеї ім. І. М. Крамського діє найбільший в Воронежі виставковий зал експозиційною площею 1000 кв.м.
Колекція давньоєгипетського мистецтва, що зберігається в музеї, — найстаріша в Росії. Вона була зібрана в Єгипті 1815 року дерптським мандрівником і орієнталістом Отто Фрідріхом фон Ріхтером і стала об'єктом наукового інтересу багатьох російських сходознавців — Б. О. Тураєва, Е. С. Богословського, О. Д. Берлева, С. І. Ходжаш, В. В. Солкіна.
Директор музею — Рябчикова Ольга Олександрівна.

## Історія музею
Воронезький музей образотворчих мистецтв був заснований 1933 року (сучасна назва з 1984 року). Основу музейного зібрання склали колекція художнього відділу Воронезького обласного краєзнавчого музею та збірки Музею старожитностей і витончених мистецтв Воронезького університету. Директором нового музею став Михайло Павлович Крошицький.
У роки Другої світової війни частина музейного зібрання була знищена, зокрема, колекція давньоруського мистецтва і збірки живопису 20-х — 30-х роках XX ст. Однак більшість експонатів вдалося врятувати завдяки евакуації до Омська.
2015 року під науковим керівництвом відомого російського єгиптолога В. В. Солкіна в музеї була створена нова експозиція мистецтва Стародавнього Єгипту, приурочена до 200-річного ювілею збірки старожитностей Отто Фрідріха фон Ріхтера, яка зберігається в музеї.

## Галерея

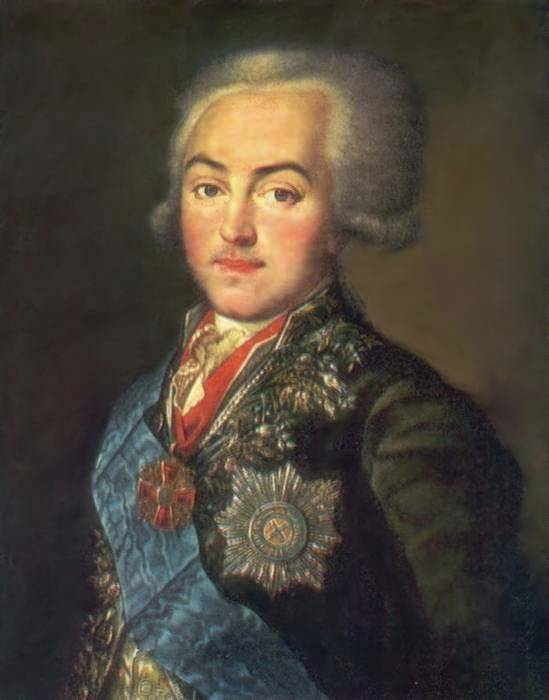
Микола Аргунов. Портрет М. П. Шереметьєва
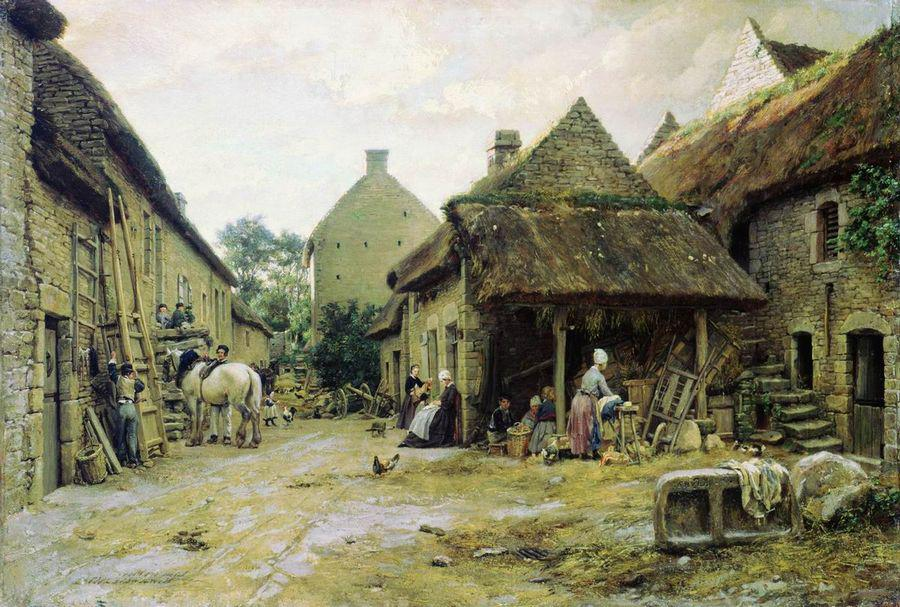
Карліс Гун. Нормандія
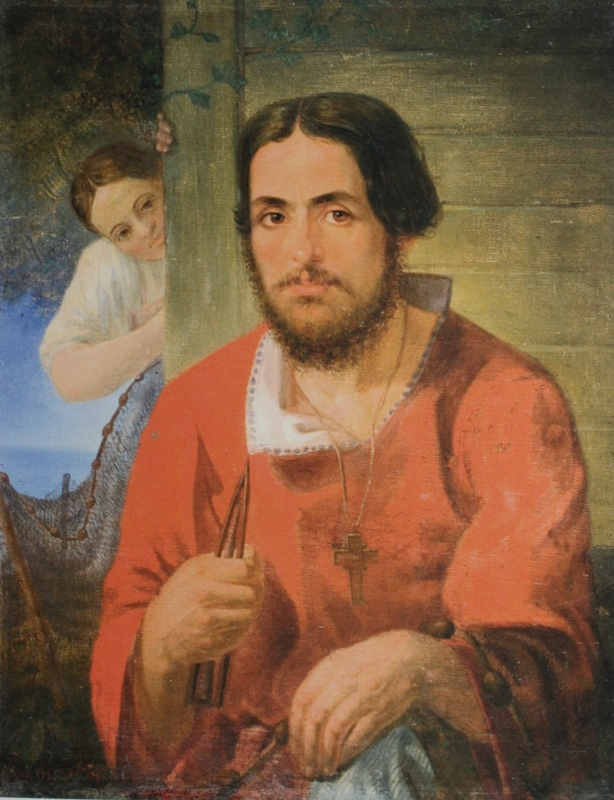
Петро Захаров-Чеченець. Рибак
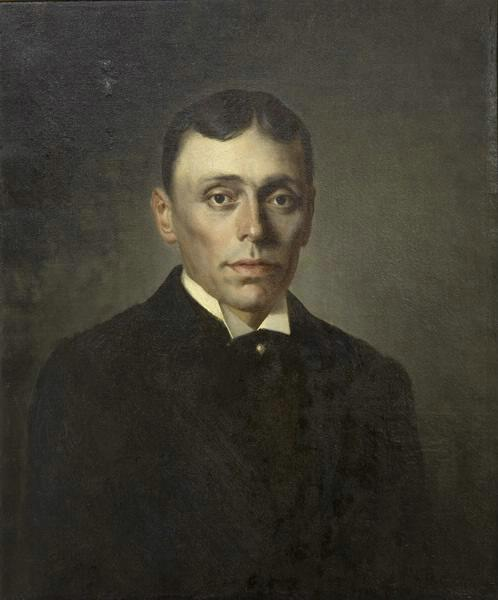
Михайло Щербатов. Автопортрет
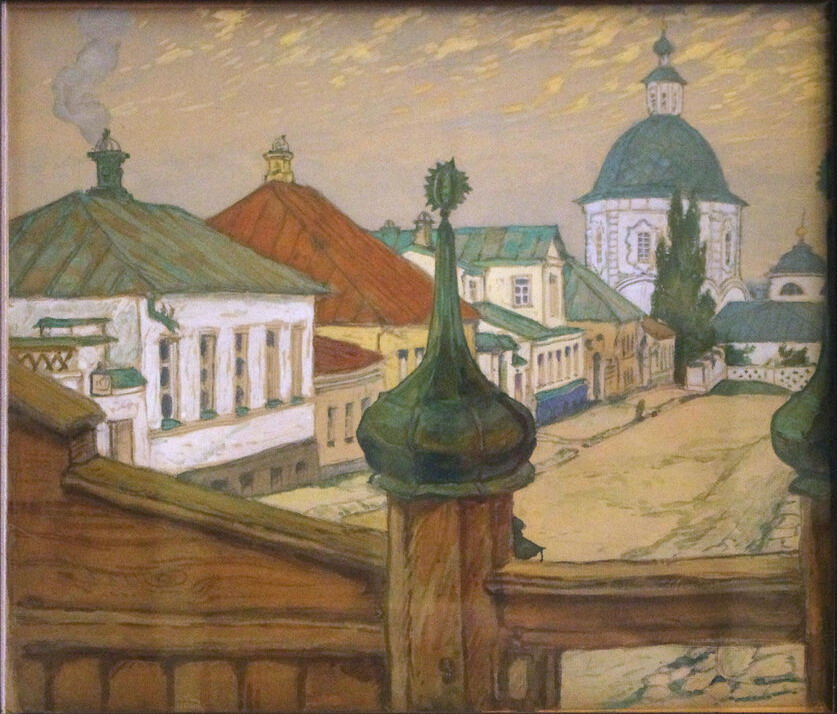
Мстислав Добужинський. Провінція (Воронеж)
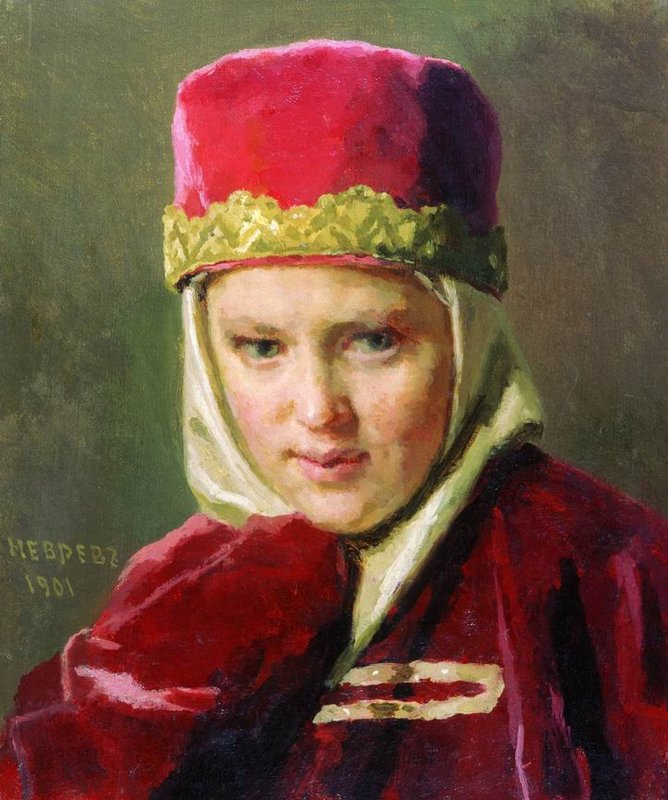
Микола Неврев. Бояриня